# فرانسیسکا اوردگا
فرانسیسکا اوردگا (انگلیسی: Francisca Ordega؛ زادهٔ ۱۹ اکتبر ۱۹۹۳) بازیکن فوتبال اهل نیجریه است.
از باشگاه‌هایی که در آن بازی کرده‌است می‌توان به باشگاه فوتبال زنان اتلتیکو مادرید و واشینگتن اسپیریت اشاره کرد.
وی همچنین در تیم ملی فوتبال زیر 17 سال زنان نیجریه, تیم ملی فوتبال زیر 20 سال زنان نیجریه، و تیم ملی فوتبال زنان نیجریه بازی کرده‌است.